# Маланьно
Маланьїно (італ. Malagnino) — муніципалітет в Італії, у регіоні Ломбардія,  провінція Кремона.
Маланьїно розташоване на відстані близько 410 км на північний захід від Рима, 85 км на південний схід від Мілана, 7 км на схід від Кремони.
Населення — 1671 особа (2014).

## Демографія
Населення за роками:

Станом на 1 січня 2023 року в муніципалітеті офіційно проживало 129 іноземців з 21 країни, серед них 57 громадян країн Євросоюзу та 4 громадяни України.

## Сусідні муніципалітети
- Бонемерсе
- Кремона
- Гадеско-П'єве-Дельмона
- П'єве-д'Ольмі
- Соспіро
- Весковато